# Zelleromyces cinnabarinus
Zelleromyces cinnabarinus är en svampart som beskrevs av Singer & A.H. Sm. 1960. Zelleromyces cinnabarinus ingår i släktet Zelleromyces och familjen kremlor och riskor.   Inga underarter finns listade i Catalogue of Life.

## Bildgalleri

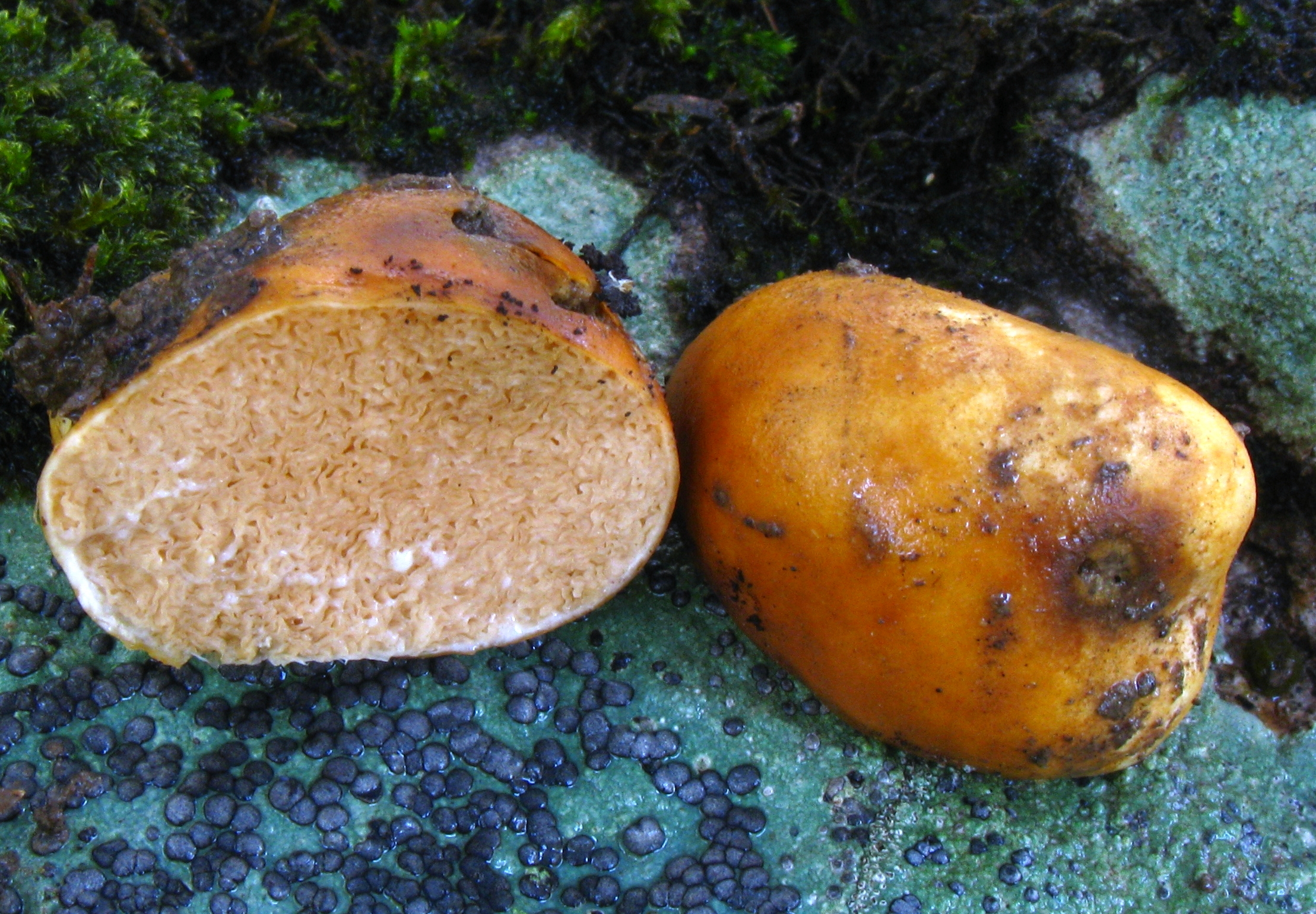